# Zona conurbada de Yurécuaro-La Ribera
La zona conurbada de Yurécuaro-La Ribera es el resultado de la conurbación del municipio de Yurécuaro, Michoacán, y el municipio de Ayotlán, Jalisco. Esta zona conurbada tiene una población de 73 855 habitantes (2020).